# Цветковец
Цветковец је насељено место у саставу општине Расиња у Копривничко-крижевачкој жупанији, Хрватска. До територијалне реорганизације у Хрватској налазио се у саставу старе општине Копривница.

## Становништво
На попису становништва 2011. године, Цветковец је имао 210 становника.

## Попис1991.
На попису становништва 1991. године, насељено место Цветковец је имало 262 становника, следећег националног састава:
| Попис 1991.‍  | Попис 1991.‍  | Попис 1991.‍ | Попис 1991.‍ | Попис 1991.‍ |
| ------------ | ------------ | ----------- | ----------- | ----------- |
|              |              |             |             |             |
| Хрвати       | Хрвати       |             | 255         | 97,32%      |
| Југословени  | Југословени  |             | 3           | 1,14%       |
| Срби         | Срби         |             | 1           | 0,38%       |
| неопредељени | неопредељени |             | 3           | 1,14%       |
| укупно: 262  |              |             |             |             |